# András Pataky
András Pataky (ungarisch Pataky András, eigentlich Andrija Pataki; * 1. Januar 1932 in Vörösmart/Zmajevac, Königreich Jugoslawien; † 31. Mai 2013 in Ernestinovo, Kroatien) war ein Lehrer in Lug (ungarisch: Laskó) im Komitat Baranya an der Grundschule der ungarischen Minderheit.
Pataky widmete sich zeit seines Lebens der lokalen Volkskunde, erforschte den Ursprung zahlreicher Bräuche und Traditionen und beschäftigte sich mit der Herkunft und Verbreitung der Namen von Personen als auch geographischer Orte. Seine Forschungen leisteten einen wesentlichen Beitrag zur örtlichen Ethnologie und fanden mit Quellbezug auch Eingang in wissenschaftliche Publikationen. Daneben erschienen seine Schriften und Notizen in verschiedenen Periodika, hauptsächlich aber im Új Magyar Képes Újság, einer wöchentlich erscheinenden Zeitschrift für die ungarische Minderheit in Kroatien. Als Leidtragender der Jugoslawienkriege (1991–1995) verließ er die Heimat zunächst Richtung Deutschland, wo er eine teils autobiographische Chronik der Bürgerkriegswirren verfasste.
András Pataky wurde in seinem Heimatort Kopács/Kopačevo (Kroatien) beerdigt.

## Werke
- Baranya Titkokat Rejtegetö Földrajzi Nevei 1992 Újvidék
- Rettegö Türelem 1997 Siklós
- Délkelet Baranya a Földrajzi Nevek Tükrében 2004 Osijek

## Sammelbände und Publikationen
- A kopácsiak hiedelme a vezérhalról 1961 Ethnographia Budapest
- Kopácsi népmesék 1964 Janus Pannonius Múzeum Èvkönyve Pécs
- Nádfalú házak a Drávaszögben 1987 Honismeret Budapest
- Kopácsi népballadák 1971 Hungarológiai Intézet kiadványa 3. szám Novi Sad
- A kopácsi vejsze 1974 Üzenet 11. szám Subotica
- A Drávaszög 400 évvel ezelött 1991 Magyar Képes Újság Osijek
- Drávaszög évezredei 1992 Magyar Képes Újság 1.-26. szám Osijek
- Ismerös utakon 1993 Drávaszögi Rovatkák HMDK Osijek
- Vörösmart földrajzi nevei 1994 Rovatkák HMDK Osijek
- A tótok, Tóthok és a Tótfaluk 1994 Horvátországi Magyarság/5 Budapest
- A kunok a Drávaszögben 1994 Horvátországi Magyarság/7 Budapest
- Emberek Baranyai Júlia köréböl 1994 Horvátországi Magyarság/8, 9, 10 Budapest
- Régi drávaszögi anekdoták 1995 Rovatkák Osijek
- Kolostorok a Drávaszögben 1995 Horvátországi Magyarság/6 Budapest
- Mielött Sztárai Mihály Laskóra jött volna 1995 Horvátországi Magyarság/7 Budapest
- Sztárai Mihály reformációja a Drávaszögben, az Ormányságban és a Valkó mentén/16. század 1996 Horvátországi Magyarság/1.-2. Budapest